# Valmont (film)
Valmont is een Frans-Britse film uit 1989 gebaseerd op de brievenroman Les Liaisons Dangereuses van de Franse schrijver Choderlos de Laclos. De regie was in handen van Milos Forman.
In Parijs sluiten de weduwe Merteuil en haar vriend Vicomte de Valmont een weddenschap af over de pas getrouwde Madame de Tourvel. Hoewel zij bekendstaat om haar trouw, beweert Valmont dat hij haar kan verleiden. Tijdens zijn pogingen wordt hij echter verliefd op Tourvel.

## Rolverdeling
| Acteur             | Personage             |
| ------------------ | --------------------- |
| Annette Bening     | Markiezin de Merteuil |
| Colin Firth        | Vicomte de Valmont    |
| Meg Tilly          | Madame de Tourvel     |
| Fairuza Balk       | Cecile                |
| Siân Phillips      | Madame de Volanges    |
| Jeffrey Jones      | Gercourt              |
| Henry Thomas       | Danceny               |
| Fabia Drake        | Madame de Rosemonde   |
| Ian McNeice        | Azolan                |
| Aleta Mitchell     | Victoire              |
| T.P. McKenna       | Baron                 |
| Isla Blair         | Barones               |
| Ronald Lacey       | José                  |
| Vincent Schiavelli | Jean                  |
| Sandrine Dumas     | Martine               |
| Sébastien Floche   | Priester              |
| Antony Carrick     | President de Tourvel  |